# Itapipoca
Itapipoca város Brazíliában, Ceará államban. Lakosainak száma 131 123 fő (2022). Itapipoca Amontada, Irauçuba, Itapagé, Miraíma, Trairi, Tururu és Uruburetama községekkel határos.

## Népesség
A település népességének változása:
| Lakosok száma | 94 369 | 116 065 | 130 539 | 131 687 | 131 123 |
|               | 2000   | 2010    | 2020    | 2021    | 2022    |